# Вторая промышленная революция в Российской империи
1. перенаправление Вторая_промышленная_революция#В_Российской_империи